# Red (композиция)
«Red» — инструментальная композиция прог-рок-группы King Crimson, открывающая альбом Red. Была сочинена Робертом Фриппом в паре с контрастирующей «Blue», которая так никогда и не была записана.
Основой композиции являются тяжёлые гитарные аккорды и различные тактовые размеры, включая 3/4, 13/8 и 4/4. В песне также звучит виолончель. 
В 2004 году Роберт Фрипп исполнял «Red» вместе с гитарным проектом G3.
В 2011 году песня заняла 20-е место в списке «25 лучших песен всех времён в жанре прогрессивного рока» по версии сайта PopMatters.
На юбилейном переиздании альбома Red доступна альтернативная версия композиции, получившая название «pre-overdub trio version».

## Участники записи
King Crimson
- Роберт Фрипп — электрогитара
- Джон Уэттон — бас
- Билл Бруфорд — ударные

Дополнительные музыканты
- Дэвид Кросс — виолончель
- Марк Чариг — бас-виолончель (на альбоме не указан)[2]

## Кавер-версии
- Композиция исполнялась советской электронной рок-группой «Бумеранг» на концерте в Ленинградской филармонии. По воспоминаниям Юрия Богданова, композицию «сняли за одну ночь, не репетировали, и первая репетиция была прямо на сцене. А в зале сидели абонементные бабушки филармонические, очень хлопали, как ни странно»[3].